# Sigaloeista ramula
Sigaloeista ramula ist eine Landlungenschneckenart aus der Familie Helicarionidae. Sie wurde 2019 von Isabel T. Hyman und Frank Köhler wissenschaftlich beschrieben, basierend auf Material, das 1985 von John Stanisic, Darryl Potter und Jan Chaseling im Lamington-Nationalpark in Queensland gesammelt wurde. Das erste Exemplar wurde 1958 in der McPherson Range gesammelt.

## Merkmale
Mit einer Gehäusehöhe von 5,07 mm und einem Gehäusedurchmesser von 8,8 mm ist Sigaloeista ramula die größte Art der Gattung Sigaloeista. Es gibt 4,5 Windungen. Das transparente Gehäuse ist gold bernsteinfarben gefärbt. Es ist scheibenförmig mit einer niedrigen Spindel. Die Windungen sind rundlich. Das Protoconch und das Teleoconch haben feine Spiralfurchen. Der Schneckenkörper ist einfarbig grau. Der Schneckenfuß ist cremefarben. Die Mantellappen sind mäßig klein. Die Schalenlamellen sind lang und dreieckig. 
Die Bursa copulatrix beträgt zwei Drittel bis drei Viertel der Länge des Eisamenleiters. Der Pfeilsack ist länglich. Die Vagina ist kurz, der Penis ist groß und distal geschwollen. Der größte Teil des Penis ist von der Penishülle umgeben. Die Penisinnenseite hat bis zu drei undeutliche längliche Pilaster. Die Penisinnenseite (einschließlich der Pilaster) ist mit Querreihen von welligen Rippen bedeckt. Der Epiphallus ist ungefähr doppelt so lang wie der Penis und dringt durch einen sehr kleinen Spalt in den Penis ein. Das lange, dünne Flagellum (ein peitschenförmiger Anhang am Epiphallus) hat eine kleine Wölbung, die innere Cryptae am Übergang vom Epiphallus zum Flagellum enthält. Ein Teil des Flagellums ist nicht gewunden. Der Endabschnitt hat zwei bis drei enge Windungen. Die Spermatophore haben eine weichwandige Kapsel, einen langen fadenförmigen Schwanz sowie einen einzelnen verzweigten Stachel nahe der Kapsel.

## Lebensraum
Sigaloeista ramula wurde im Subtropischen Regenwald unter Baumstämmen gesammelt.